# Almarudite
L'almarudite (simbolo IMA: Alr) è un minerale e un ciclosilicato molto raro del gruppo della milarite e ha la composizione chimica K☐2(Mn,Fe,Mg)2 Be2AlSi12O30.

## Etimologia e storia
L'almarudite è stata scoperta da Alice e Eugen Rondorf nel 1982 in xenoliti ricche di silicati provenienti dall'[Ettringer Bellerberg nell'Eifel, in Germania. Una precisa caratterizzazione nel 2002 ha rivelato che si tratta di un nuovo minerale del gruppo della milarite. Il minerale è stato chiamato così in onore del loro istituto di ricerca, l'Università di Vienna, dal suo nome latino Alma Mater Rudolphina Vindobonensis.

## Classificazione
Poiché l'almarudite è stata riconosciuta come minerale indipendente solo nel 2002, non è ancora elencata nell'ottava edizione della sistematica dei minerali secondo Strunz, che è obsoleta dal 1977.
Nella Sistematica dei lapis (Lapis-Systematik) secondo Stefan Weiß, che è stata rivista e aggiornata l'ultima volta nel 2018, che si basa ancora su questa vecchia edizione di Strunz per considerazione verso i collezionisti privati e le collezioni istituzionali, al minerale è stato assegnato il sistema e al minerale nº VIII/E.22-022. In questa Sistematica ciò corrisponde alla classe dei "silicati e germanati" e quindi alla sottoclasse dei "ciclosilicati", dove l'almarudite insieme ad agakhanovite-(Y), armenite, berezanskite, brannockite, chayesite, darapiosite, dusmatovite, eifelite, emeleusite, faizievite, friedrichbeckeite, klöchite, lipuite, merrihueite, milarite, oftedalite, osumilite, osumilite-(Mg), poudretteite, roedderite, shibkovite, sogdianite, sugilite, trattnerite, yagiite e yakovenchukite-(Y) forma il gruppo "doppi anelli di sei [Si12O30]12− – Gruppo della milarite-osumilite" con il sistema nº VIII/E.22.
La nona edizione della sistematica minerale di Strunz, che è stata aggiornata l'ultima volta dall'Associazione Mineralogica Internazionale (IMA) nel 2024, classifica l'almarudite nella classe "9.C Ciclosilicati"; questa è ulteriormente suddivisa in base alla struttura degli anelli, in modo che il minerale possa essere trovato nella sottoclasse "9.CM [Si6O18]12- anelli doppi con 6 membri (sei doppi anelli)" in base alla sua struttura. Insieme ad armenite, berezanskite, brannockite, chayesite, darapiosite, dusmatovite, eifelite, friedrichbeckeite, klöchite, merrihueite, milarite, oftedalite, osumilite, osumilite-(Mg), poudretteite, roedderite, shibkovite, sogdianite, sugilite, trattnerite e yagiite forma il "gruppo della milarite" con il sistema nº 9.CM.05.
Anche la sistematica dei minerali Dana, che viene utilizzata principalmente nel mondo anglosassone, classifica l'almarudite nella classe dei "silicati e germanati" e lì nella già più finemente suddivisa sottoclasse dei "ciclosilicati: anelli condensati". Qui è insieme a berezanskite, brannockite, chayesite, darapiosite, dusmatovite, eifelite, friedrichbeckeite, klöchite, merrihueite, milarite, oftedalite, osumilite, osumilite-(Mg), poudretteite, roedderite, shibkovite, sogdianite, sugilite, trattnerite e yagiite nel "gruppo della milarite-osumilite" con il sistema nº 63.02.01a all'interno della sottosezione "Ciclosilicati: anelli condensati a 6 membri".

## Chimica
L'almarudite è l'analogo del magnesio della milarite. La composizione misurata dalla località tipo è:
- {\displaystyle \mathrm {^{[12]}K_{0,86}\,^{[9]}(\Box _{1,79}Na_{0,21})^{[6]}(Mn_{1,03}Fe_{0,62}Mg_{0,37}Zn_{0,03}Ca_{0,02})^{[4]}(Be_{2,09}Al_{0,79})Si_{12}O_{30}} }

con il numero di coordinazione della rispettiva posizione nella struttura cristallina dato tra parentesi quadre.
I cristalli di almarudite sono suddivisi in zone e variano principalmente nel loro contenuto di manganese, ferro e magnesio, cioè l'occupazione della posizione A coordinata ottaedrica a 6 volte.

## Abito cristallino
L'almarudite cristallizza nel sistema esagonale nel gruppo spaziale P6/mcc (gruppo nº 192) con i parametri del reticolo a = 9,997 Å e c = 14,090 Å così come due unità di formula per cella unitaria.
L'almarudite è isotipica della milarite, il che significa che cristallizza con la stessa struttura della milarite. La posizione C coordinata 12 volte è quasi completamente occupata dal potassio (K+). La posizione B coordinata 9 volte può contenere piccole quantità di sodio (Na+), ma è in gran parte non occupata e, a differenza della milarite, non contiene acqua (H2O). Il manganese (Mn2+) è incorporato insieme a quantità variabili di ferro (Fe2+), magnesio (Mg2+) e calcio (Ca2+) nella posizione A coordinata 6, berillio (Be2+) e alluminio (Al3+) nella posizione T2 coordinata tetraedrica. La posizione T1, che costruisce i 6 doppi anelli, contiene solo silicio (Si4+).

## Origine e giacitura
L'almarudite è finora conosciuta solo per la sua località tipo, una cava a Ettringer Bellerberg, 2 km a nord di Mayen, nella regione del Laacher See dell'Eifel (Renania-Palatinato, Germania). Si tratta della prima scoperta di un minerale ricco di berillio nella regione dell'Eifel.
Lì, il minerale è stato trovato in un'inclusione rocciosa ricca di silicati (xenoliti) nella lava leucite-tefrite. Si trova insieme associata a tridimite, sanidino, clinopirosseno, anfibolo, sillimanite, quarzo, ematite e braunite. Questa presenza corrisponde a quella degli altri minerali del gruppo della milarite che sono stati precedentemente trovati nell'Eifel vulcanico: eifelite, roedderite, osumilite e osumilite-(Mg).
L'almarudite forma metamorfiche di contatto ad alte temperature intorno ai 900 °C e a bassa pressione durante la trasformazione di inclusioni rocciose ricche di silicati in fusi ricchi di alcali.
L'almarudite è stata rinvenuta anche a Tenerife sulle Isole Canarie (Spagna).

## Forma in cui si presenta in natura
L'almarudite sviluppa cristalli a sei lati dal giallo all'arancione, con pannelli spessi.